# Carbajales de Alba
Carbajales de Alba és un municipi de la província de Zamora, a la comunitat autònoma de Castella i Lleó.

## Demografia
| 1991 | 1996 | 2001 | 2004 |
| ---- | ---- | ---- | ---- |
| 757  | 736  | 695  | 692  |